# Шон, Уоллес
Уо́ллес Ма́йкл Шо́н (англ. Wallace Michael Shawn; род. 12 ноября 1943 года; Нью-Йорк, штат Нью-Йорк, США) — американский актёр, комик, певец, танцор, драматург, эссеист и мастер oзвучки.

## Ранние годы
Родился в Нью-Йорке в еврейской семье. Отец, Уильям Шон (англ. William Shawn), был редактором еженедельника The New Yorker. Мать, Сесиль Шон (англ. Cecille Shawn), урождённая Лайон (англ. Lyon), работала журналисткой. Младший брат Аллен Шон — композитор. Учился в частной школе свободных искусств в Путни (Вермонт). Степень бакалавра искусств получил в Гарвард-колледже. Затем изучал философию, политические науки, экономику и латынь в Магдален-колледж в Оксфорде (Великобритания), намереваясь предпринять карьеру дипломата. По Программе Фулбрайта в качестве учителя английского языка посетил Индию. После этого преподавал латынь на Манхэттене, но с 1979 года его основной профессией стала актёрская.

## Карьера

### Писатель
Ранние пьесы Шона, например, Marie and Bruce (1978), строятся на эмоциональных и сексуальных конфликтах, доведённых до абсурда, и описанных лирическим и одновременно жёстким языком. В беседе с театральным режиссёром Андре Грегори, часть которой была использована в My Dinner with Andre, Шон описывает эти пьесы как собственную «внутреннюю жизнь разъярённого зверя». Отзывы критиков на творчество Шона максимально поляризованы: для одних Шон — крупный литератор, в то время как, например, Джон Саймон (англ. John Simon) называет Marie and Bruce «мусором», а Шона характеризует как «одного из самых неприглядных актёров Нью-Йорка». Пьеса 1977 года A Thought in Three Parts вызвала скандал в Лондоне: постановка стала предметом расследования полиции нравов и разбиралась на сессии парламента после обвинений в распространении порнографии. В то же время, пьеса Our Late Night в 1974 году была удостоена премии Obie.
Более поздние пьесы Шона становятся более политизированными, проводящими параллели между психологией персонажей и поведением правительств и социальных классов. Наибольшую известность получили пьесы Aunt Dan and Lemon (1985) и The Designated Mourner (1997). Политические сюжеты также провоцировали скандалы, так как часто предлагали зрителям несколько противоречивых точек зрения, как например Aunt Dan and Lemon, которую Шон описывает как антифашистскую историю-предупреждение. Монолог в пьесе The Fever, изначально предназначенный для исполнения перед небольшой аудиторией в квартире, описывает человека, который устал искать морально приемлемый способ жить в мире несправедливости, и резко критикует поддержку Соединёнными Штатами репрессивных антикоммунистических режимов. В 1997 году Шон обсудил политическую природу пьес Aunt Dan and Lemon, The Fever и The Designated Mourner в интервью Патрику Макграту. Он подробно рассказал о развитии политической темы от пьесы к пьесе, а также изложил мнение о марксистской, коммунистической и социалистической политике и сравнил их с американским либерализмом. Шон также объяснил, как ответственность правительства и отдельных граждан за поиск решения в устранении деления на богатых и бедных отразилось в персонажах, представленных в пьесе. Aunt Dan and Lemon в 1986 году принесла автору вторую премию Obie, The Fever была названа лучшей американской пьесой в 1991 году. Четыре пьесы Шона стали основой для кинофильмов: The Designated Mourner (практически повторяет театральную постановку Дэвида Хэйра), Marie and Bruce, My Dinner with Andre и The Fever. В фильме The Fever (2004) главную роль сыграла Ванесса Редгрейв, он вышел на экраны на канале HBO 13 июня 2007 года.
Также Шон работал политическим комментатором в журнале The Nation, а в 2004 году выпустил первый и единственный номер прогрессивного политического журнала Final Edition, в котором были опубликованы интервью и статьи Джонатана Шелла, Ноама Хомского, Марка Стрэнда и Деборы Эйзенберг. Шон перевёл на английский «Трёхгрошовую оперу» Бертольда Брехта, которую поставили в клубе Studio 54 на Манхэттене 25 марта 2006 года.
В 2005 году Уоллес Шон получил премию PEN/Laura Pels Award.
Первая публицистическая работа Шона, Essays, была опубликована 1 сентября 2009 года. В сборник вошли эссе, отражающие авторское восприятие политики и других вопросов.

### Актёр
Театральная карьера Шона началась в 1970 году, когда он встретил режиссёра Андре Грегори, которой впоследствии поставил несколько его пьес. На сцене Шон, как правило, появлялся в собственных пьесах и других проектах Грегори. Дебют в кино состоялся в 1979 году в роли бывшего мужа Дайан Китон в фильме Вуди Аллена «Манхэттен» и роли страхового агента в фильме Боба Фосса «Весь этот джаз». Наиболее известными ролями стали Эрл в фильме Strange Invaders (1983) и Уэнделл Холл в «Бестолковые» (1995). Увидев игру Шона в фильме My Dinner With Andre (1981), Джанет Хиршенсон, отвечавшая за кастинг фильма «Принцесса-невеста» (1987), была так впечатлена произношением слова «inconceivable», что пригласила его на роль Виццини. Среди других ролей — барон Фон Вустфален в «Сказках Юга» (2006), Сайрус Роуз в телесериале «Сплетница» (2007—2012) и Эзра в «Особняк с привидениями» (2003).
Редкие некомедийные роли включают две работы в паре с Андре Грегори и Луи Малем: полуавтобиографический диалог My Dinner with Andre и драма о постановке пьесы «Дядя Ваня», озаглавленная «Ваня на 42-й улице». Шон достаточно часто появлялся на телевидении, где играл роли в фильмах и сериалах широкого диапазона жанров. Он играл роли Зека в сериале фантастическом «Звёздный путь: Глубокий космос 9», Стюарта Беста в ситкоме «Мерфи Браун», Джеффа Энгелса в «Шоу Косби», Говарда Стайлеса в криминальном сериале «Расследование Джордан», Арни Росса в ситкоме «Такси», Чарльза Лестера в юридической драме «Хорошая жена», а также повторно исполнил роль Уэнделла Холла в телесериале «Бестолковые», основанном на одноимённом фильме. В 1985 году Шон снялся в музыкальном клипе Чаки Хан This is My Night. В 2010 году в роли Алана Рубина он появился в The Daily Show with Jon Stewart, в Vegas Vacation (1997) сыграл роль Марти. Одним из последних фильмов с участием актёра стал A Master Builder (2014).
В 2013 году на Международном кинофестивале в Торонто состоялась мировая премьера трагикомедийного триллера «Двойник», современной интерпретации одноимённой повести Фёдора Достоевского, в которой Уоллес сыграл мистера Пападопулоса, начальника главного героя в исполнении Джесси Айзенберга.
В период с 2014 по 2018 год актера можно было увидеть в телесериалах «Моцарт в джунглях» и «Детство Шелдона». В последнем он играет Джона Стерджиса, профессора физики. Известно, что сериал продлён на 3 и 4 сезоны. В 2020 году Шон снялся в комедии Вуди Аллена «Фестиваль Рифкина», этот фильм стал шестым совместным проектом актёра и режиссёра.

### Озвучивание
Шон озвучивал персонажей многих мультипликационных фильмов, включая динозавра Рекса в серии мультфильмов «История игрушек», Гилберта Хавка в «Суперсемейке», директора Мазура в «Каникулах Гуфи», Бертрама в «Гриффинах», Пятака в «Новых приключениях Золушки» и самого себя в мультсериале «Конь БоДжек».

## Личная жизнь
Много лет встречается с писательницей Деборой Айзенберг.

## Избранная фильмография
| Год       |    | Русское название                           | Оригинальное название                    | Роль                                      |
| --------- | -- | ------------------------------------------ | ---------------------------------------- | ----------------------------------------- |
| 1979      | ф  | Манхэттен                                  | Manhattan                                | Джеремайя                                 |
| 1979      | ф  | Начать сначала                             | Starting Over                            | участник семинара                         |
| 1979      | ф  | Весь этот джаз                             | All That Jazz                            | помощник страхового агента                |
| 1980      | ф  | Атлантик-Сити                              | Atlantic City                            | официант                                  |
| 1980      | ф  | Мой ужин с Андре                           | My Dinner with Andre                     | в роли самого себя                        |
| 1982—1983 | с  | Такси                                      | Taxi                                     | Арни Росс                                 |
| 1983      | ф  | Сделка века                                | Deal of the Century                      | Харольд Девото                            |
| 1984      | ф  | Взломщики                                  | Crackers                                 | Тертл                                     |
| 1984      | ф  | Отель «Нью-Хэмпшир»                        | The Hotel New Hampshire                  | Фрейд                                     |
| 1984      | ф  | Бостонцы                                   | The Bostonians                           | мистер Пардон                             |
| 1984      | ф  | Микки и Мод                                | Micki + Maude                            | доктор Эллиот Файбел                      |
| 1985      | ф  | Помогите нам, небеса                       | Heaven Help Us                           | отец Абруззи                              |
| 1985      | ф  | Контора                                    | Head Office                              | Майк Хувер                                |
| 1987      | ф  | Дни радио                                  | Radio Days                               | мститель в маске                          |
| 1987      | ф  | Навострите ваши уши                        | Prick Up Your Ears                       | Джон Лар                                  |
| 1987      | ф  | Принцесса-невеста                          | The Princess Bride                       | Виззини                                   |
| 1987—1991 | с  | Шоу Косби                                  | The Cosby Show                           | Джеффри Энджелс                           |
| 1988      | ф  | Модернисты                                 | The Moderns                              | Ойсо                                      |
| 1989      | ф  | Она неуправляема                           | She’s Out of Control                     | доктор Фишбиндер                          |
| 1989      | ф  | Мы не ангелы                               | We’re No Angels                          | переводчик                                |
| 1991      | ф  | Тени и туман                               | Shadows and Fog                          | Саймон Карр                               |
| 1992      | ф  | Мама и папа, спасите мир!                  | Mom and Dad Save the World               | Сайбор                                    |
| 1992      | в  | Двойной агент                              | The Double 0 Kid                         | Кэшпот                                    |
| 1993—1999 | с  | Звёздный путь: Глубокий космос 9           | Star Trek: Deep Space Nine               | Зек                                       |
| 1994      | ф  | Миссис Паркер и порочный круг              | Mrs. Parker and the Vicious Circle       | Хорацио Берд                              |
| 1994      | ф  | Ваня на 42-й улице                         | Vanya On 42nd Street                     | Ваня                                      |
| 1994      | с  | Няня                                       | The Nanny                                | Чарльз Хейст                              |
| 1994—1997 | с  | Мерфи Браун                                | Murphy Brown                             | Стюарт Бест                               |
| 1995      | ф  | Наполеон                                   | Napoleon                                 | ехидна                                    |
| 1995      | мф | Каникулы Гуфи                              | A Goofy Movie                            | директор Мейзур                           |
| 1995      | ф  | Канадский бекон                            | Canadian Bacon                           | премьер-министр Канады                    |
| 1995      | ф  | Бестолковые                                | Clueless                                 | мистер Уэнделл Холл                       |
| 1995      | мф | История игрушек                            | Toy Story                                | Рекс                                      |
| 1996      | мф | Все псы попадают в рай 2                   | All Dogs Go To Heaven 2                  | Лабрадор МС                               |
| 1996      | ф  | Домашний арест                             | House Arrest                             | Виктор Финли                              |
| 1998      | в  | Книга джунглей: История Маугли             | The Jungle Book: Mowgli’s Story          | Тарзан Чимп                               |
| 1999      | с  | Убойный отдел                              | Homicide: Life on the Street             | Фрэнк Хоппер                              |
| 1999      | ф  | Мой любимый марсианин                      | My Favorite Martian                      | Колей                                     |
| 1999      | мф | История игрушек 2                          | Toy Story 2                              | Рекс                                      |
| 2000      | ф  | Мошенники                                  | The Prime Gig                            | Джин                                      |
| 2001      | с  | Элли Макбил                                | Ally McBeal                              | мистер Дьюн                               |
| 2001      | ф  | Проклятие нефритового скорпиона            | The Curse of the Jade Scorpion           | Джордж Бонд                               |
| 2001—2006 | с  | Расследование Джордан                      | Crossing Jordan                          | доктор Ховард Стайлс                      |
| 2001—2011 | мс | Гриффины                                   | Family Guy                               | Бертрам                                   |
| 2003      | ф  | Дюплекс                                    | Duplex                                   | Герман                                    |
| 2003      | ф  | Особняк с привидениями                     | The Haunted Mansion                      | Эзра                                      |
| 2004      | с  | Секс в большом городе                      | Sex and the City                         | Мартин Грейбл                             |
| 2004      | ф  | Мелинда и Мелинда                          | Melinda and Melinda                      | Сай                                       |
| 2004      | мф | Суперсемейка                               | The Incredibles                          | Гилберт Рявк                              |
| 2005      | с  | Звёздные врата: SG-1                       | Stargate SG-1                            | Арлос                                     |
| 2005      | с  | Отчаянные домохозяйки                      | Desperate Housewives                     | Лонни Мун                                 |
| 2005      | мф | Цыплёнок Цыпа                              | Chicken Little                           | директор Фетчит                           |
| 2006      | ф  | Сказки Юга                                 | Southland Tales                          | барон Вестфален                           |
| 2006      | с  | Закон и порядок: Преступное намерение      | Law & Order: Criminal Intent             | профессор                                 |
| 2006      | мф | Новые приключения Золушки                  | Happily N’Ever After                     | Манк                                      |
| 2007      | ф  | Я никогда не буду твоей                    | I Could Never Be Your Woman              | учитель математики                        |
| 2008      | ф  | Кит Киттредж: Загадка американской девочки | Kit Kittredge: An American Girl          | мистер Гибсон                             |
| 2008—2009 | с  | Секс в другом городе                       | The L Word                               | Уильям Холси                              |
| 2008—2012 | с  | Сплетница                                  | Gossip Girl                              | Сайрус Роуз                               |
| 2009      | с  | Жизнь на Марсe                             | Life on Mars                             | колдун                                    |
| 2009      | с  | Скорая помощь                              | ER                                       | Тедди Лемпелл                             |
| 2009—2018 | с  | Закон и порядок: Специальный корпус        | Law & Order: Special Victims Unit        | Бенджамин Эделман / профессор Рой Баттерс |
| 2010      | с  | Схватка                                    | Damages                                  | Стерлинг Биддл                            |
| 2010      | мф | История игрушек: Большой побег             | Toy Story 3                              | Рекс                                      |
| 2010      | мф | Кошки против собак 2: Месть Китти Галор    | Cats & Dogs: The Revenge of Kitty Galore | мистер Тинклс                             |
| 2011—2012 | с  | Эврика                                     | Eureka                                   | доктор Уоррен Хьюс                        |
| 2012      | ф  | Вампирши                                   | Vamps                                    | доктор Ван Хельсинг                       |
| 2012      | ф  | Прощальный квартет                         | A Late Quartet                           | Гидеон Розен                              |
| 2013      | ф  | Экзамен для двоих                          | Admission                                | Кларенс                                   |
| 2013      | ф  | Двойник                                    | The Double                               | мистер Пападопулос                        |
| 2013—2015 | с  | Хорошая жена                               | The Good Wife                            | Чарльз Лестер                             |
| 2014      | мс | Конь БоДжек                                | BoJack Horseman                          | в роли самого себя                        |
| 2014      | с  | Тайны Лауры                                | The Mysteries of Laura                   | Кеннет Уолтерс                            |
| 2014—2018 | с  | Моцарт в джунглях                          | Mozart in the Jungle                     | Уинслоу Эллиотт                           |
| 2015      | ф  | План Мэгги                                 | Maggie’s Plan                            | Клинглер                                  |
| 2016      | с  | Ночная смена                               | The Night Shift                          | мистер Невилл                             |
| 2016      | с  | Жизнь в деталях                            | Life in Pieces                           | Сэмюел                                    |
| 2017      | с  | Мистер Робот                               | Mr. Robot                                | мистер Уильямс                            |
| 2017      | с  | Ей это нужно позарез                       | She’s Gotta Have It                      | Джулиус Лестер                            |
| 2017—2019 | с  | Удивительная миссис Мейзел                 | The Marvelous Mrs. Maisel                | Херб Смит                                 |
| 2018      | с  | Хорошая борьба                             | The Good Fight                           | Чарльз Лестер                             |
| 2018      | ф  | Книжный Клуб                               | Book Club                                | Дерек                                     |
| 2018—2021 | с  | Детство Шелдона                            | Young Sheldon                            | Джон Стерджис                             |
| 2019      | мф | История игрушек 4                          | Toy Story 4                              | Рекс                                      |
| 2019      | ф  | Брачная история                            | Marriage Story                           | театральный актёр                         |
| 2020      | ф  | Тимми Фейл: Допущены ошибки                | Timmy Failure                            | мистер Крокус                             |
| 2020      | ф  | Фестиваль Рифкина                          | Rifkin’s Festival                        | Морт Рифкин                               |
| 2021      | мф | Семейка Аддамс: Горящий тур                | The Addams Family 2                      | мистер Мустела                            |

## Награды
- 1974: Премия Obie за пьесу Our Late Night
- 1982: Boston Society of Film Critics Awards за лучший сценарий для фильма «Мой ужин с Андре»
- 1986: Премия Obie за пьесу Aunt Dan and Lemon
- 1995: Chlotrudis Award за лучшую мужскую роль в фильме «Ваня на 42-й улице»

## Сочинения
- Shawn W. Marie and Bruce. A Play :  [англ.]. — New York : Grove Press, 1980. — 60 p. — ISBN 0-394-17661-8.
- Shawn W. Aunt Dan and Lemon. A play :  [англ.]. — New York : Grove Press, 1985. — 107 p. — ISBN 0-394-54946-5.
- Shawn W. Das Fieber. Monolog :  [нем.]. — Reinbek : Rowohlt, 1992. — 66 p. — ISBN 3-498-06268-9.
- Shawn W. The Designated Mourner :  [англ.]. — London : Faber, 1996. — ISBN 0-571-17911-8.
- Shawn W. Mein Essen mit André. Ein Drehbuch :  [нем.]. — Berlin : Alexander, 2003. — 126 p. — ISBN 3-89581-103-3.